# Peter Sundh
Peter Sundh, född 6 februari 1974 i Älvsbyn, Norrbottens län, är en svensk före detta professionell ishockeymålvakt.